# John Rooney (Squashspieler)
John Rooney (* 20. Oktober 1979 in Galway) ist ein ehemaliger irischer Squashspieler.

## Karriere
John Rooney spielte von 1998 bis 2011 auf der PSA World Tour und gewann in diesem Zeitraum zwei Titel. Seine höchste Platzierung in der Weltrangliste erreichte er mit Rang 52 im Oktober 2004. 2009 und 2010 wurde er irischer Landesmeister. Bei Weltmeisterschaften qualifizierte er sich 2003 und 2009 für das Hauptfeld. 2003 erreichte er die zweite Runde, 2009 verlor er sein Auftaktspiel. Mit der irischen Nationalmannschaft nahm er 1999, 2003, 2007 und 2009 an Weltmeisterschaften teil. Auch bei Europameisterschaften gehörte er mehrfach zum irischen Aufgebot. 2011 beendete er seine aktive Karriere und übernahm verschiedene Trainerämter in den Vereinigten Staaten.
John Rooney ist verheiratet.

## Erfolge
- Gewonnene PSA-Titel: 2
- Irischer Landesmeister: 2009, 2010